# Toužim (zámek)
Toužim (též Janův hrad) je hrad přestavěný na zámek ve stejnojmenném městě v okrese Karlovy Vary. Hrad vznikl na místě staršího proboštství a po roce 1623 byl přestavěn ve stylu pozdní renesance a baroka. Od druhé poloviny dvacátého století postupně chátrá, přestože je chráněn jako kulturní památka.

## Historie
Na místě hradu stálo starší proboštství milevského kláštera zmíněné poprvé v roce 1354, které roku 1394 přepadl a vyloupil Boreš mladší z Rýzmburka spolu s bratry Bohuslavem a Buškem ze Švamberka. Zajali toužimského probošta, kterého odvedli na hrad Osek, kde ho drželi v zajetí. V roce 1420 se proboštství stalo útočištěm řeholníků z husity dobytého kláštera v Milevsku. Ani zde však nezůstali v bezpečí, protože o devět let později se Toužimi zmocnil Jakoubek z Vřesovic, který již ovládal blízké Žlutice. Přestože formálně zůstávala Toužim majetkem milevského kláštera, předal ji roku 1436 (nebo 1437) císař Zikmund Lucemburský do lenní zástavy právě Jakoubkovi. Ten potom v místech proboštství nechal postavit hrad.

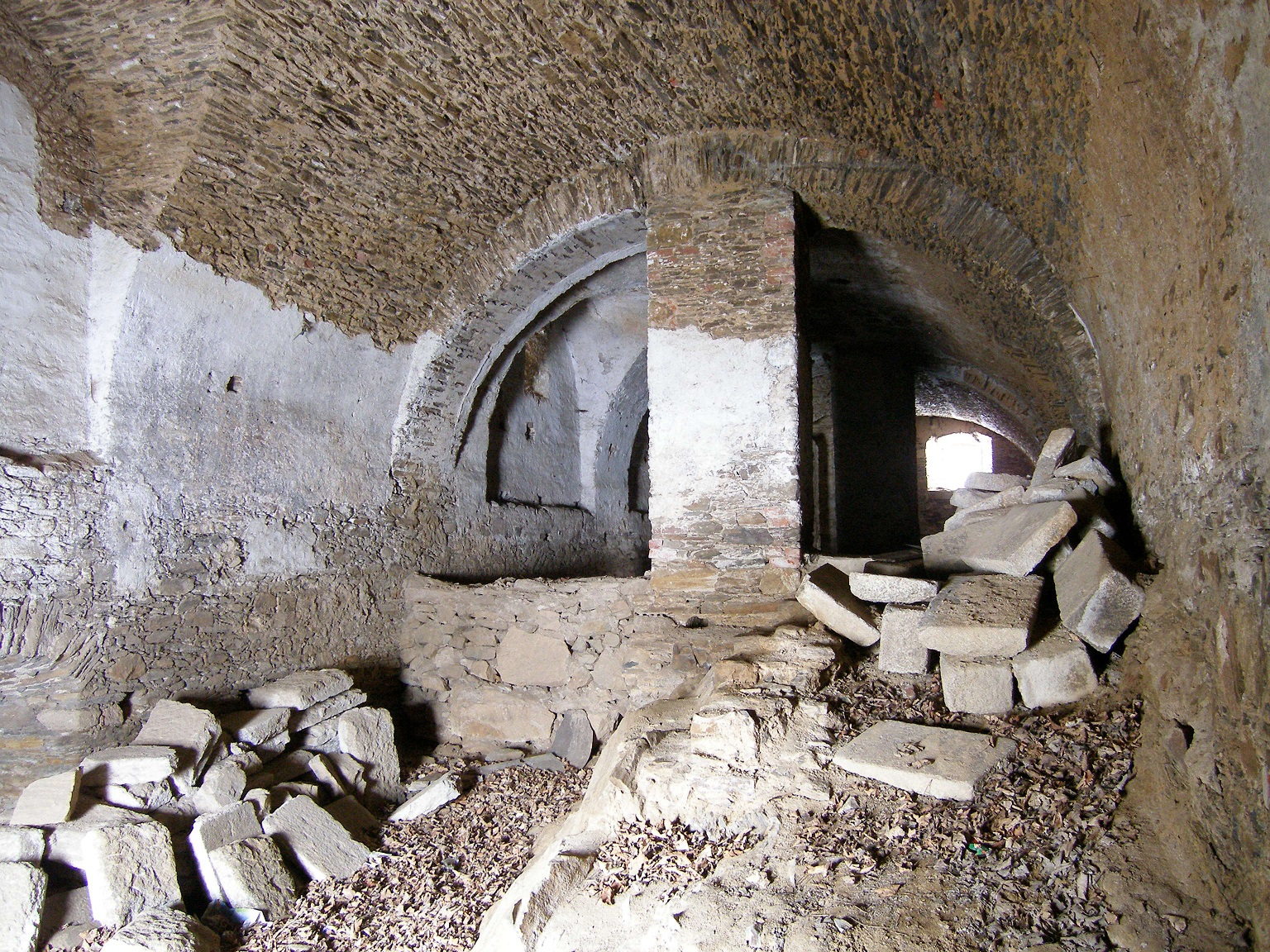
Interiér horního zámku

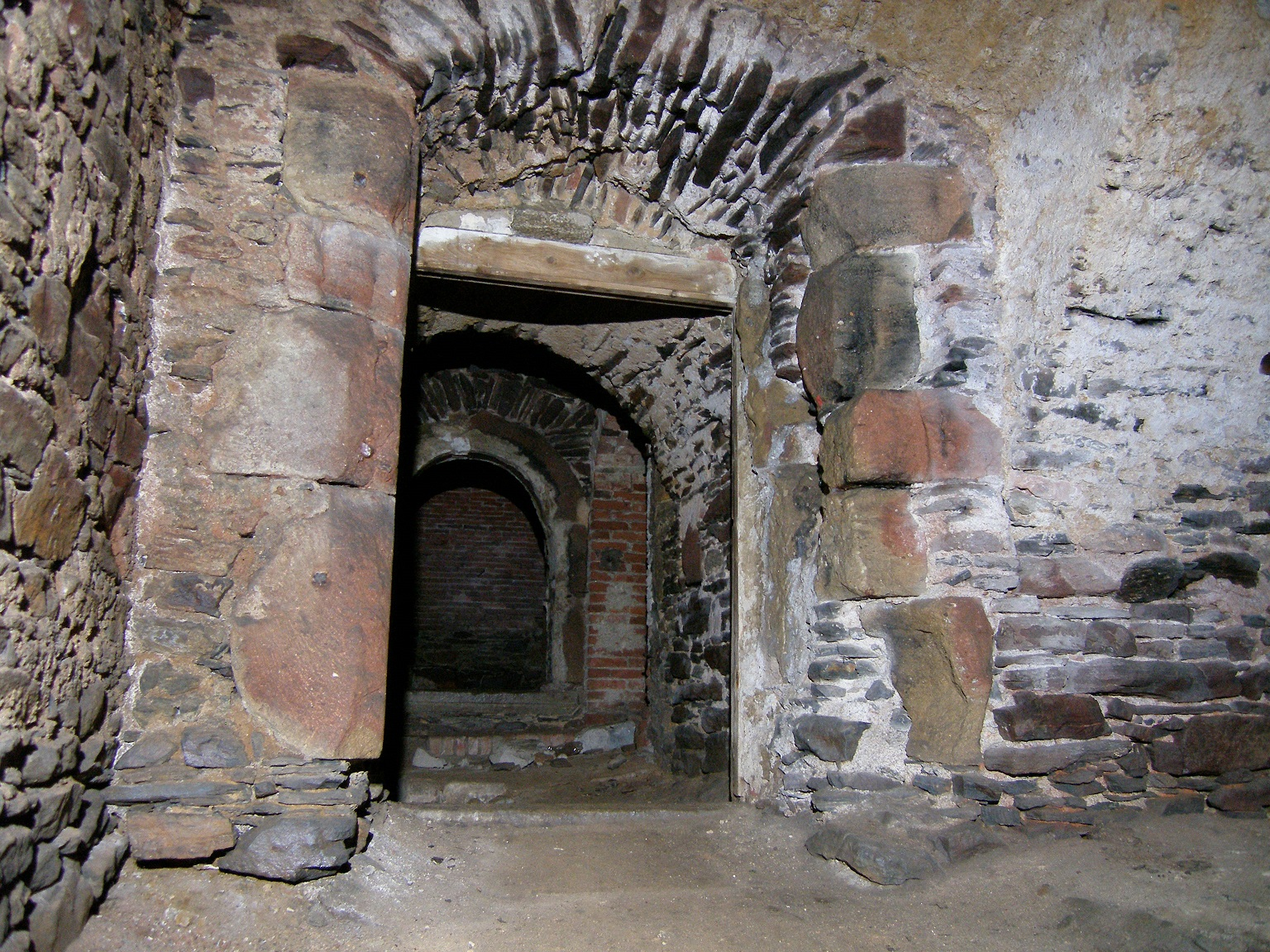
Interiér horního zámku

Během válek krále Jiřího z Poděbrad s jednotou zelenohorskou hrad obléhali páni Plavna, ale posádka se pod velením Jana z Vřesovic ubránila. Jan potom v roce 1469 přijal obyvatele ze sousední zničené Útviny, kteří pod zdejším hradem založili opevněné město. Přes velký význam města ho Jindřich z Vřesovic prodal v roce 1490 Jindřichu IV. z Plavna. On a jeho syn, Jindřich V. z Plavna, se zasloužili o rozšíření městských práv a zrušení lenního závazku toužimského panství. Kromě toho postavili první části tzv. dolního zámku a starý hrad vybavili sklepním schodištěm s renesančním ostěním.
V roce 1563 musel Jindřich z Plavna, syn Jindřicha V. z Plavna, toužimské panství přenechat Jindřichu Mikuláši Hasištejnskému z Lobkovic, aby vyrovnal vysoké dluhy. Lobkovicům panství zůstalo až do roku 1623, kdy je Kryštof Hasištejnský z Lobkovic prodal Juliu Jindřichovi Sasko-Lauenburskému, který v polovině sedmnáctého století provedl barokní úpravy: budovy hradu opatřil novými štíty a přestavěl také dolní zámek. V období 1689–1787 panství patřilo bádenským markrabatům, kteří zámecký komplex rozšířili pouze o dvě malé budovy. Po smrti Elišky Augusty Bádenské v roce 1787 panství připadlo královské komoře, od které ji koupili Schwarzenbergové, ale již v roce 1799 se vrátilo zpět do rukou komory. Od roku 1837 Toužim patřila rodu Beaufort-Spontinů, kteří o ni přišli až v roce 1945. Rodovým sídlem však byl ostrovský zámek a Toužim sloužila jen hospodářským účelům. Budovy hradu byly sníženy o patro a ztratily barokní štíty. Ve dvoře dolního zámku byl zřízen pivovar a samotný zámek upraven na byty. Po druhé světové válce zůstal starý hrad bez využití a dolní zámek sloužil jako dům osvěty.

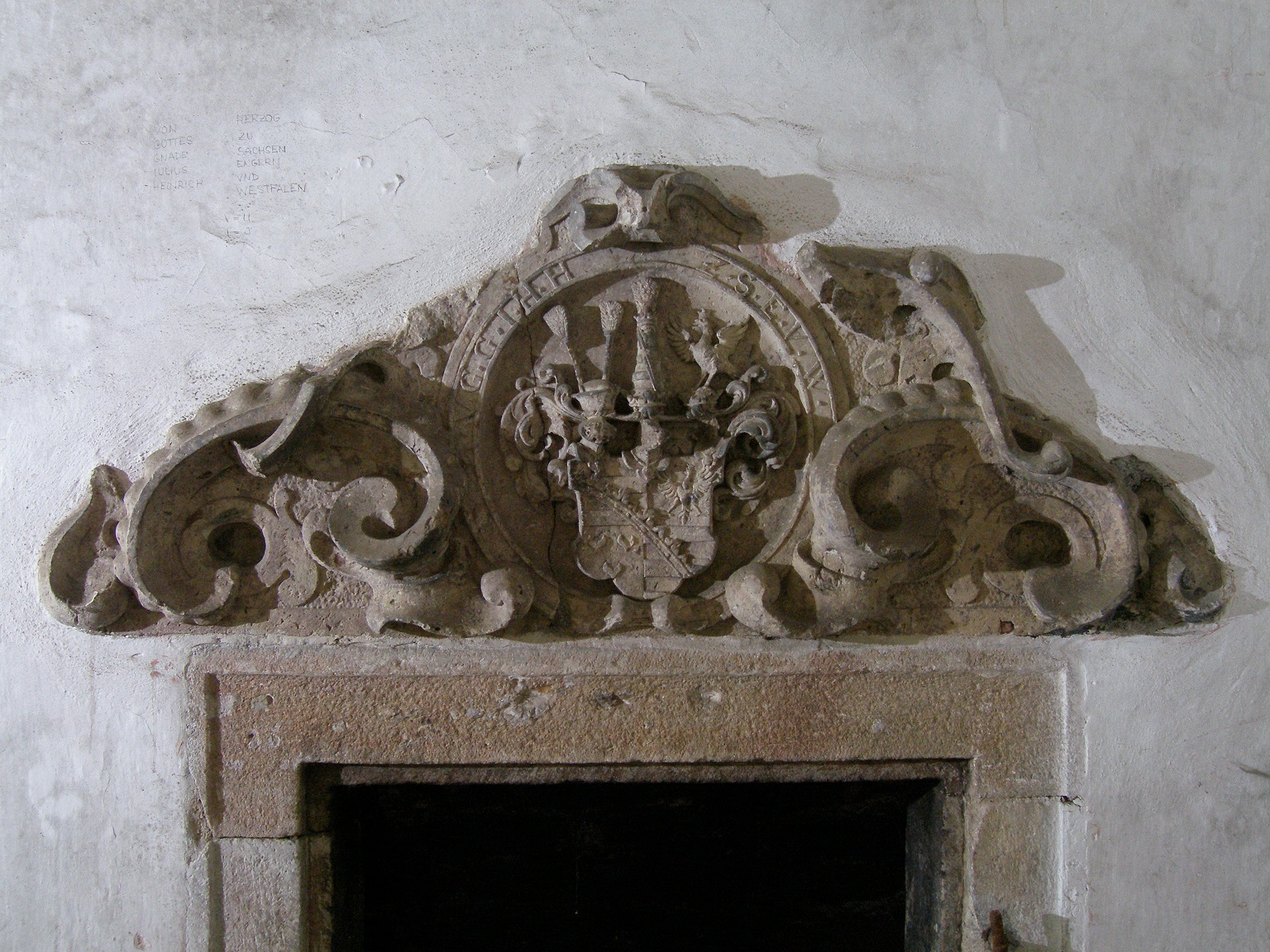
Interiér dolního zámku

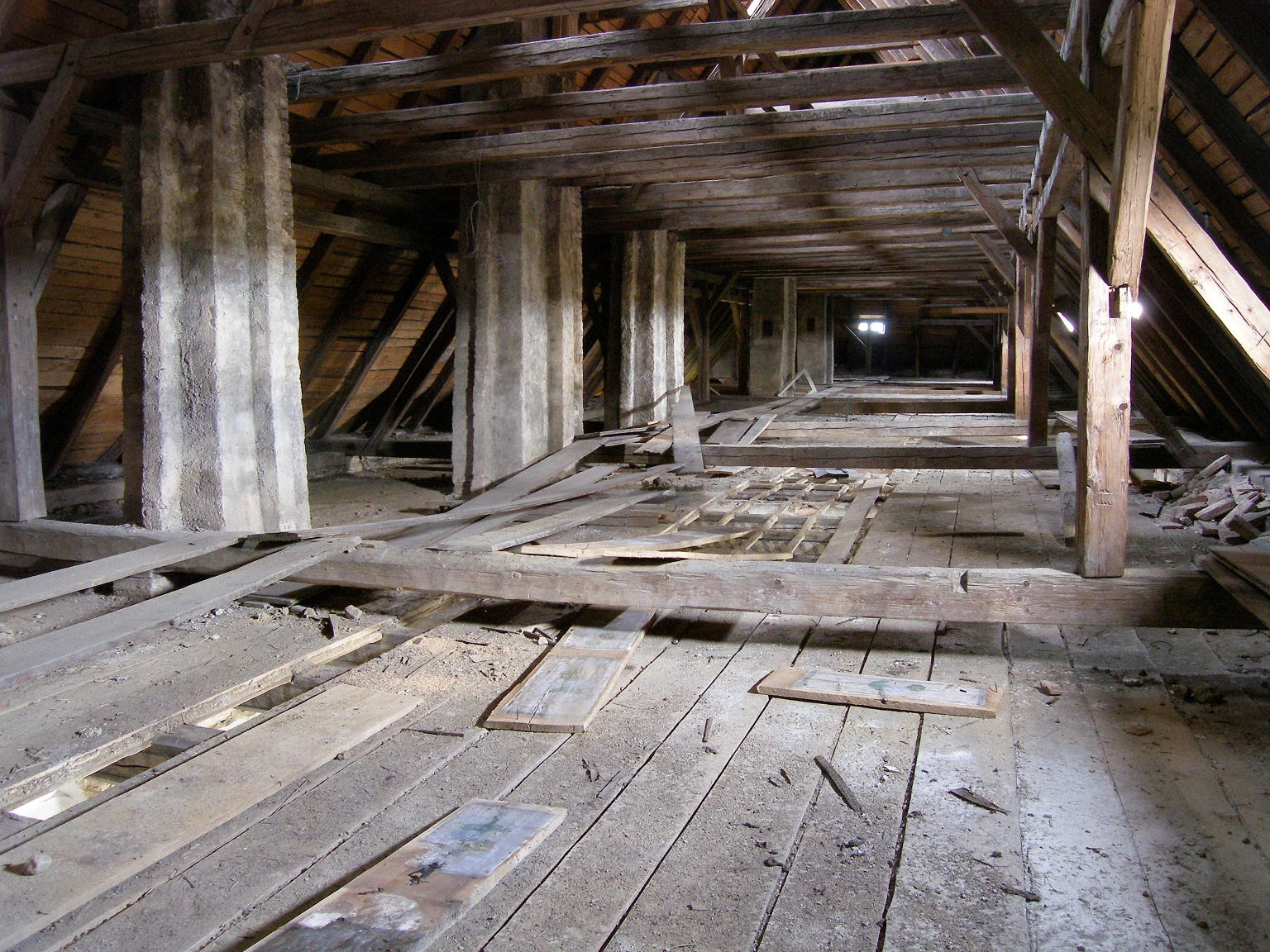
Interiér dolního zámku

Na konci dvacátého století zámek vlastnilo město Toužim, které jej převedlo na soukromého majitele, jehož záměrem bylo v areálu vybudovat konferenční a kulturní centrum. Aniž byly provedeny jakékoliv opravy, v roce 2002 zámek za sto tisíc korun koupila ruská firma Busines rabbi. V následujících letech došlo k celkové devastaci budov, během níž byly rozkradeny střešní krytiny, renesanční malované záklopové stropy, a v areálu i hořelo. Na firmu byl podán konkurz a po soudním sporu získalo město zámek v roce 2009 zpět do svého vlastnictví.
Koncem druhého desetiletí 21. století probíhá oprava pivovaru a Janova hradu, zatímco budovy tzv. Nového zámku byly pouze provizorně zastřešeny a nadále chátrají. Areál zámku proto byl zařazen na seznam ohrožených nemovitých památek.

## Stavební podoba
Z původního Jakoubkova hradu se v suterénu dochovala trojprostorová budova a fragment polygonální věže (tzv. Janův hrad či horní zámek). Z opevnění dosud stojí část parkánové hradby se dvěma baštami nebo věžemi. Mimo hradní jádro stála další budova, jejíž zdivo se dochovalo v budově dolního zámku. Větší část budov hradu a dolní zámek hradu však pochází z přestavby pánů z Plavna. Dolní zámek je trojkřídlá, jednopatrová budova s nejdelším východním křídlem. Uliční průčelí je zdobené lizénami a v jeho středu se nachází zdobený portál. Na nádvorní straně se východní křídlo otevírá přízemními arkádami.